# Artikulationsställe
Artikulationsställen kallas de nyckelställen i talapparaten där konsonanta språkljud produceras.

1. exolabial, 2. labial, 3. dental, 4. alveolar, 5. postalverolar, 6. prepalatal, 7. palatal, 8. velar, 9. uvular, 10. faryngal, 11. glottal, 12. epiglottal, 13. radikal, 14. posterodorsal, 15. anterodorsal, 16. laminal, 17. apikal, 18. sublaminal

## Beskrivning
Ett givet konsonantljuds artikulationsställe kan anges med två kompletterande beskrivningssätt; antingen specificerar man enbart var i talapparaten som den förträngning som ger konsonantljudet dess karaktär sker, eller så kompletterar man denna information med vilken artikulator som man använder sig av för att skapa förträngningen. Vilken av dessa metoder som är mest lämplig beror till hög grad på vilket konsonantljud man avser beskriva. För ett flertal konsonanter finns det till exempel stor individuell variation vad gäller artikulator. Det är därför mer relevant att enbart beskriva fonen med hjälp av var förträngningen sker.
Som syns i figuren nedan, kan man med mycket hög noggrannhet specificera både var förträngningen sker, och med vilken artikulator. I själva verket använder sig språk i allmänhet enbart av en liten delmängd av de möjliga kombinationerna för att skapa fonemisk kontrast; vanligen inte fler än sju. Däremot skiljer det sig mycket vad gäller vilka kombinationer som ett givet språk använder sig av.

## Indelning av konsonanter
Konsonanterna delas upp i följande kategorier med avseende på deras artikulationsställe och vilken artikulator som användes:
- bilabial: läpparna mot varandra
- labiodental: läpp mot tand, vanligen underläpp mot övre tandrad
- linguolabial: tunga mot läpp
- interdental: tungan mellan tänderna
- dental: tunga mot tand
- alveolar: tunga mot tandvall
- postalveolar : tunga mot övergången mellan tandvall och hårda gommen
- retroflex: bakåtböjd tungspets mot hårda gommen
- palatal : tunga mot hårda gommen
- velar: tunga mot mjuka gommen
- uvular: tunga mot tungspenen
- faryngal: tunga mot svalg
- epiglottal: struplock mot struphuvud
- glottal: stämläpparna mot varandra

Konsonanter kan även bildas med hjälp av mer än en artikulator:
- labiopalatal: läpparna mot varandra samtidigt som tungan går mot hårda gommen
- labiovelar: läpparna mot varandra samtidigt som tungan går mot mjuka gommen